# Propeamussium lucidum
Propeamussium lucidum är en musselart som först beskrevs av John Gwyn Jeffreys 1873.  Propeamussium lucidum ingår i släktet Propeamussium och familjen Propeamussidae. Inga underarter finns listade i Catalogue of Life.